# Jordan Morgan (giocatore di football americano)
Jordan Morgan (Marana, 4 agosto 2001) è un giocatore di football americano statunitense che milita nel ruolo di offensive tackle per i Green Bay Packers della National Football League (NFL).

## Carriera universitaria
Nelle prime due stagioni ad Arizona, Morgan disputò 8 partite, di cui 4 come titolare. Nella sua terza stagione fu nominato tackle sinistro titolare dei Wildcats, ruolo in cui disputò tutte le undici gare finali dopo avere perso la prima per infortunio. Nel 2022 disputò 10 gare come titolare, venendo inserito nella formazione ideale della Pac-12 Conference dall'Associated Press. Dopo avere valutato se rendersi eleggibile per il Draft NFL 2023, Morgan decise di fare ritorno ad Arizona per l'ultima stagione.

## Carriera professionistica

### Green Bay Packers
Morgan fu scelto nel corso del primo giro (25º assoluto) del Draft NFL 2024 dai Green Bay Packers. Debuttò come professionista subentrando nella gara del primo turno contro i Philadelphia Eagles, disputata  alla Corinthians Arena di San Paolo, in Brasile. Il 16 novembre 2024 fu inserito in lista infortunati, chiudendo la sua stagione da rookie con 6 presenze, di cui una come titolare.